# Villa Comaltitlán
Villa Comaltitlán pueblo, es una localidad mexicana que se ubica del estado de Chiapas, es la cabecera municipal del municipio del Villa Comaltitlán.

## Descripción
El asentamiento antiguo estuvo más al norte de la actual cabecera, pues ésta se formó abandonando la anterior a consecuencia del tendido de la línea del ferrocarril Panamericano, datando, pues, la actual ciudad del año de 1908.
En 1960, se modifica el nombre de Pueblo Nuevo Comaltitlán por el de Villa Comaltitlán.

## Geografía

### Límites municipales
Tiene límites administrativos con los siguientes municipios y/o accidentes geográficos, según su ubicación:
| Noroeste: Acapetahua      | Norte: Escuintla |               |
| Oeste: Acapetahua         |                  | Este: Huixtla |
| Suroeste: Océano Pacífico | Sur: Huixtla     |               |

### Clima
El clima varía según la altitud de cálido húmedo a semicálido húmedo, con una temperatura media anual de 27 °C y una precipitación pluvial de 3638 milímetros anuales.

### Vegetación
Selva alta y está compuesta por una gran variedad de especies de las cuales las más importantes son: flor de concha, flor de venado, galán de noche, entre otros.

### Fauna
Venado, jabalí, tepescuintle, faisán, pavón, boa, cantil , iguana de ribera, tortuga crucilla, chachalaca copetona, garcita verde y loro.

### Tradiciones
Celebraciones de San Bartolomé Apóstol (24 de agosto) y Santa Lucía (13 de diciembre), feria comercial del mango y del cuarto viernes (marzo-abril), Batalla de los Moros con Cristianos (agosto y diciembre).

### Artesanías
Prendas de vestir, marimbas, y elaboración de máscaras.

### Gastronomía
Chanfaina estilo Soconusco y estofado de pollo.